# Mycoplasmataceae
Die Mycoplasmataceae sind die einzige Familie der Ordnung Mycoplasmatales. Zwei Gattungen gehören zu dieser Familie: Mycoplasma und Ureaplasma.
Die Mycoplasmataceae (zur Klasse der Mollicutes gehörend) besitzen (wie alle Vertreter dieser Klasse) keine Zellwand, Peptidoglycan (Murein) ist nicht vorhanden. Ihr Genom ist sehr klein, was sie auch für die Genetik besonders interessant macht. Mycoplasma genitalium mit 580 kbp wurde vollständig sequenziert.
Die meisten Arten dieser Klasse sind Parasiten oder Saprophyten und oft für den Menschen und auch für Tiere gefährliche Krankheitserreger (pathogen). Viele Mollicutes sind pflanzenpathogen.
Die umgangssprachliche Bezeichnung Mykoplasmen (oder auch mit „c“ geschrieben: Mycoplasmen) bezieht sich auf die ganze Klasse Mollicutes, nicht nur auf die Familie Mycoplasmataceae oder die Gattung Mycoplasma speziell. Hiernach richtet sich auch dieser Artikel, der Begriff Mykoplasmen steht hier für alle Vertreter der Mollicutes.

## Geschichtliches
Die ersten derartigen Microorganismen wurden 1898 von an Pleuropneumonie (Lungenseuche) erkrankten Rindern isoliert. Damals wurde das Bakterium noch als „pleuropneumoniae-like organisms“ (PPLO) bezeichnet. In der Veterinärmedizin sind die später Mykoplasmen genannten Arten somit schon länger als Krankheitserreger bekannt, erste eindeutige Einordnungen zu Erkrankungen beim Menschen folgten erst später. Die erste Art, Mycoplasma  hominis (verantwortlich für Harnwegsinfektionen), wurde erst im Jahr 1937 vom Menschen isoliert. Monroe Eaton erkannte in den 1940er-Jahren den Erreger der atypischen Pneumonia (atypische Lungenentzündung), später wurde dieses Bakterium Mycoplasma pneumoniae genannt. Die Familie Mycoplasmataceae wurde von Freundt im Jahr 1955 offiziell eingeführt. Synonyme welche auch die Geschichte der Taxonomie der Familie widerspiegeln sind „Borrelomycetaceae“ von Turner im Jahr 1935, „Parasitaceae“ Sabin 1941 und „Pleuropneumoniaceae“ Tulasne and Brisou 1955.

## Merkmale
Die zwei Gattungen der Familie Mycoplasmataceae besiedeln als Parasiten ausschließlich Menschen und Tiere. Andere Gattungen der Klasse der Mollicutes, wie Spiroplasma findet man auch in Insekten und Pflanzen, z. B. S. apis in Bienen und einigen Pflanzenarten. Die meisten Arten tolerieren Sauerstoff, benötigen ihn aber nicht zwingend (fakultativ anaerob). Einige Arten, wie z. B. Mycoplasma hyorhinis können unter völligen Ausschluss von Sauerstoff nicht leben, sie sind obligat aerob. Der Urease-Test verläuft bei Ureaplasma positiv, im Gegensatz zu Mycoplasma ist Ureaplasma in der Lage Harnstoff abzubauen. Sie sind intrazelluläre Keime.
Die Mykoplasmen (Mollicutes) können meist ihre Zellform verändern, sie sind pleomorph. Die am häufigsten auftretende Zellform ist kokkoid, daneben wurden z. B. pilzähnliche fädige Formen beobachtet (daher der Name Mykoplasma). Arten von Ureaplasma bilden teilweise kurze Ketten oder traubenförmige Anhäufungen. Auf festem Nährboden bilden Mykoplasmen charakteristische spiegeleiförmige Kolonien.
Wie bereits erwähnt fehlen bei Mykoplasmen Zellwände. Eine Ausnahme ist die Gattung Erysipelothrix. Sie besitzt zwar eine Zellwand, wurde aber aufgrund von Ähnlichkeiten der DNA zu den Mollicutes gestellt. Hierfür wurde die Familie Erysipelotrichaceae Verbarg et al. 2004 erschaffen, die Stellung innerhalb der Klasse ist allerdings noch unklar („Incertae sedis“).
Die Vermehrungsweise von Mykoplasmen, früher pleuropneumonieähnlichen Organismen (pleuropneumonia-like organisms, PPLO) genannt, wurde im Jahr 1954 erstmals mittels Phasenkontrastmikroskopie untersucht. Durch kontinuierliche Beobachtung lebender Zellen konnte gezeigt werden, dass Mykoplasmen und L-Formen von Bakterien sich nicht durch Zweiteilung (binary fission), sondern durch einen uni- und multipolaren Knospungsmechanismus vermehren.
Bei den Mycoplasmataceae sind Flagellen, Pili und Fimbrien nicht vorhanden. Arten von Mycoplasma und Ureaplasma sind somit in der Regel nicht beweglich. Allerdings sind einige Arten in der Lage sich auf flüssigen Oberflächen gleitend zu bewegen. Hierzu zählen Mycoplasma pneumoniae, M. genitalium, M. pulmonis, M. gallisepticum und M. mobile.

## Klinisch wichtige Arten
Die parasitären Mykoplasmen verursachen meist chronische Infektionen, der Wirt wird nicht getötet. Des Weiteren sind nicht alle Arten obligat pathogen und zählen oft zu der natürlichen Bakterienflora. Sie sind somit nicht immer, bzw. nur unter speziellen Umständen krankheitserregend. Dies gilt z. B. für Mycoplasma hominis und Ureaplasma urealyticum. Diese Arten besiedeln auch den Urogenitaltrakt ohne Krankheiten auszulösen (fakultativ pathogen). Mycoplasma orale und M. salivarium treten häufig in der Mundhöhle auf und sind hier ungefährliche Kommensalen.
Weitere bei nicht immungeschwächten Menschen apathogene (nicht krankheitserregend) Arten:
- Am häufigsten im Oropharynx (Mundhöhle) gefunden: Mycoplasma salivarium, M orale, M. buccale, M. faucium und M. lipophilum.
- Im Urogenitaltrakt: Mycoplasma spermatophylum und M. primatum.

Durch das Fehlen der Zellwand sind Mycoplasma und Ureaplasma resistent gegen die Zellwand angreifende oder Murein-Synthese hemmende Antibiotika wie z. B. Penicillin.
Bei den ausgelösten Infektionskrankheiten spricht man auch von den Mykoplasmosen.

### Beispiele in der Humanmedizin
Einige pathogene Arten:
- Mycoplasma pneumoniae verursacht atypische Pneumonien (Lungenentzündungen).
- Mycoplasma hominis, wie auch Ureaplasma urealyticum ist u. a. ein Erreger von unspezifischen Infektionen des Urogenitaltrakts.

### Beispiele in der Veterinärmedizin
- Mycoplasma californicum und Mycoplasma conjunctivae: Die Gämsblindheit (engl.: infectious keratoconjunctivitis IKC) bei z. B. Gämse, Schafen, Steinböcken und Ziegen.
- Mycoplasma mycoides ssp. mycoides: Lungenseuche der Rinder (engl. Contagious bovine pleuropneumonia)
- Ureaplasma diversum: Auslöser von Metritis und Abort bei Rindern.

Für weitere Krankheiten ausgelöst von Mycoplasma und Ureaplasma urealyticum siehe dort.

## Systematik
Gattungen und einige Arten (unvollständig):
- Mycoplasma Nowak 1929
  - Mycoplasma bovirhinis Leach 1967
  - Mycoplasma bovis (Hale et al. 1962) Aska und Erno 1976
  - Mycoplasma buccale Freundt et al. 1974
  - Mycoplasma gallinarum Freundt 1955
  - Mycoplasma lipofaciens Bradbury et al. 1983
  - Mycoplasma ovis (Neitz et al. 1934) Neimark et al. 2004
- Ureaplasma Shepard et al. 1974
  - Ureaplasma gallorale Koshimizu et al. 1987
  - Ureaplasma urealyticum Shepard et al. 1974 (Approved Lists 1980) emend. Robertson et al. 2002
- Eperythrozoon Schilling 1928
  - Eperythrozoon parvum Splitter 1950

Der Gattungsname Haemobartonella ist ein Synonym und nicht mehr aktuell, die jeweiligen Arten wurden zu Mycoplasma gestellt. Auch die Gattung Eperythrozoon mit der einzigen Art Eperythrozoon parvum steht unter Diskussion.